# Веселовский, Евгений Анисимович
Евге́ний Ани́симович Весело́вский (1907, Одесса — 1964) — советский государственный деятель. Родился в Одессе. Работал на сталепрокатном заводе, окончил вечерний энергетический институт. С 1928 года — член КПСС. С 1929 года — на руководящей работе по строительству заводов, ТЭЦ. В годы Великой Отечественной войны участвует в сооружении оборонительных линий в прифронтовой полосе. С 1946 по 1952 год работал управляющим стройтрестом в городе Горьком. В 1952 году выдвинут начальником «Главприволжстроя» Министерства строительства СССР, с декабря 1955 года — министр городского и сельского строительства РСФСР. В июле 1957 года был утвержден председателем Совета народного хозяйства Мордовского экономического административного района в Саранске. При его непосредственном участии в Саранске начато крупное промышленное и гражданское строительство. Похоронен на Новодевичьем кладбище.